# Зарічненська сільська рада (Путивльський район)
Зарі́чненська сільська́ ра́да — колишній орган місцевого самоврядування в Путивльському районі Сумської області. Адміністративний центр — село Зарічне.

## Загальні відомості
- Населення ради: 1 011 осіб (станом на 2001 рік)

## Населені пункти
Сільській раді підпорядковані населені пункти:
- с. Зарічне
- с. Корольки
- с. Скуносове

## Склад ради
Рада складається з 12 депутатів та голови.
- Голова ради: Єськов Василь Кузьмич
- Секретар ради: Крячкова Валентина Миколаївна

### Керівний склад попередніх скликань
| Прізвище, ім'я, по батькові      | Основні відомості                                                                       | Дата обрання | Дата звільнення |
| -------------------------------- | --------------------------------------------------------------------------------------- | ------------ | --------------- |
| Янишпільський Василь Миколайович | Сільський голова, 1952 року народження, член Всеукраїнського об'єднання «Батьківщина»   | 26.03.2006   | 31.10.2010      |
| Єськов Василь Кузьмич            | Сільський голова, 1958 року народження, освіта середня спеціальна, член Партії регіонів | 31.10.2010   |                 |

Примітка: таблиця складена за даними сайту Верховної Ради України